# TV10 Angers
TV10 Angers est une chaîne de télévision locale française diffusée sur le réseau câblé autour d'Angers du 16 décembre 1988 au 30 juin 2007. La chaîne hertzienne et câblée Angers 7 lui succède dès la rentrée suivante comme télévision locale autour de la ville d'Angers.

## Histoire de la chaîne
TV10 Angers est lancée par Yves Brueziere le 16 décembre 1988 sur le réseau câblé d'Angers, à l’initiative de la mairie d’Angers. Avec près de 20 ans d'émissions, elle constitue l'une des plus vieilles télévisions locales de France.[réf. nécessaire]
La chaîne locale angevine est diffusée progressivement à Angers, Saint-Barthélemy-d'Anjou, Écouflant et Beaucouzé. Sa zone de diffusion couvre alors 120 000 téléspectateurs potentiels.[réf. souhaitée]
En janvier 2005, le Conseil supérieur de l'audiovisuel accorde une fréquence hertzienne de télévision analogique autour d'Angers à un projet porté par la société Angers 7. TV10 Angers cesse ses émissions le 30 juin 2007, puis Angers 7 commence ses programmes en septembre 2007 en reprenant les studios et le personnel de TV10 Angers.
Le 1er octobre 2016 marque le retour officiel de la chaîne TV10 sous la forme d'une web TV. Ce retour (surprise) a été rendu possible par Pascal Normand, journaliste, qui a travaillé précédemment à la rédaction de TV10.

## Identité visuelle

### Logo

Logo de TV10 Angers du 16 décembre 1988 au 30 juin 2007.
Logo depuis le 1er octobre 2016.

### Slogan
- « La télévision qui vous regarde » (1988-2007)
- « La Web TV qui vous regarde » (depuis 2016)

## Organisation

### Siège
Les programmes de la chaîne étaient fabriqués dans des locaux installés rue de la Rame à Angers : un plateau de télévision de 100 m² équipé de cinq caméras, une régie de post-production et de direct, deux salles de montage et un studio de mixage son numérique.

## Programmes
TV10 se consacrait à la diffusion de l’information locale angevine et de l’animation sociale et culturelle de la cité.
À la suite de sa réouverture le 1er octobre 2016, la web TV proposera des émissions variées telles que « Face à face » (invités de divers horizons), « Showcase » (concerts) ou bien encore un talk-show sur Angers SCO, « Tribune SCO » pour permettre aux supports de s'exprimer.